# Liste der Biografien/Klee
Liste der Biografien |
Portal Biografien |
Personensuche
# |
A |
B |
C |
D |
E |
F |
G |
H |
I |
J |
K |
L |
M |
N |
O |
P |
Q |
R |
S |
T |
U |
V |
W |
X |
Y |
Z |
?
 
Ka |
Kb |
Kc |
Kd |
Ke |
Kf |
Kg |
Kh |
Ki |
Kj |
Kl |
Km |
Kn |
Ko |
Kp |
Kr |
Ks |
Kt |
Ku |
Kv |
Kw |
Ky |
Kx |
Kz
 
Kla |
Kld |
Kle |
Kli |
Klj |
Klo |
Klu |
Kly
 
Klea |
Kleb |
Klec |
Kled |
Klee |
Klef |
Kleg |
Kleh |
Klei |
Klej |
Klek |
Klem |
Klen |
Kleo |
Klep |
Kler |
Kles |
Klet |
Kleu |
Klev |
Klew |
Kley |
Klez
Die Liste der Biografien führt alle Personen auf, die in der deutschsprachigen Wikipedia einen Artikel haben. Dieses ist eine Teilliste mit 165 Einträgen von Personen, deren Namen mit den Buchstaben „Klee“ beginnt.

## Klee
- Klee, Alexander (1940–2021), Schweizer Künstler
- Klee, Alexander (* 1964), deutscher Kunsthistoriker
- Klee, Alfred (1875–1943), deutscher Rechtsanwalt und Zionistenführer
- Klee, Andreas (* 1976), deutscher Politikwissenschaftler und Hochschullehrer
- Klee, Annika (* 1985), deutsche Kinderbuchautorin
- Klee, Beda (* 1996), Schweizer Skilangläufer
- Klee, Bernhard (* 1936), deutscher Dirigent und Pianist
- Klee, Carl Friedrich Rudolf (1803–1853), deutscher Diplomat
- Klee, Carsten (* 1970), deutscher Fußballspieler
- Klee, Claude (1931–2017), französisch-US-amerikanische Biochemikerin
- Klee, Doris (* 1955), deutsche Chemikerin
- Klee, Eleonore (1901–1994), deutsch-österreichische Buchbinderin und Buch-Restauratorin
- Klee, Ernest (1888–1973), sudetendeutscher Dramatiker und Lyriker
- Klee, Ernst (1942–2013), deutscher Journalist, Historiker und Schriftsteller
- Klee, Eugen (1887–1956), deutscher Botschafter und Landrat
- Klee, Falk-Ingo (* 1946), deutscher Schriftsteller
- Klee, Felix (1907–1990), Schweizer Kunsthistoriker und Maler
- Klee, Fritz (1876–1976), deutscher Porzellan-Designer
- Klee, Gotthold (1850–1916), deutscher Literaturhistoriker
- Klee, Hans (1849–1940), deutscher Musiker, Musiklehrer und Autor
- Klee, Hans (1906–1959), deutscher und Schweizer zionistischer Verbandsfunktionär
- Klee, Harry, US-amerikanischer Jazz- und Studiomusiker
- Klee, Heinrich (1800–1840), katholischer Theologe
- Klee, Heinz (1924–1996), deutscher Fußballspieler
- Klee, Herbert (1946–2023), deutscher Karikaturist, Zeichner und Maler
- Klee, Hermann (1820–1894), österreichischer Maler und Fotograf
- Klee, Hermann (1883–1970), deutscher Komponist, Dirigent und Hochschulprofessor
- Klee, Horst (* 1939), deutscher Politiker (CDU), MdL
- Klee, Horst (* 1952), deutscher Gitarrist
- Klee, Josef (1788–1852), österreichischer Architekt
- Klee, Julius (1899–1989), deutscher Schauspieler
- Klee, Julius Ludwig (1807–1867), deutscher Sprachwissenschaftler und Lehrer
- Klee, Karin (* 1961), deutsche Zeitungsredakteurin, Bibliothekarin und Autorin
- Klee, Karl (1921–1973), deutscher Offizier und Historiker
- Klee, Karl Heinz (1930–2008), österreichischer Sportfunktionär und Rechtsanwalt
- Klee, Ken (* 1971), US-amerikanischer Eishockeyspieler und -trainer
- Klee, Lily (1876–1946), deutsche Pianistin, Ehefrau des Malers Paul Klee und Mutter des Regisseurs Felix Klee
- Klee, Manfred (1930–2018), deutscher Neurophysiologe und experimenteller Epileptologe
- Klee, Margot (* 1952), deutsche Provinzialrömische Archäologin und Sachbuchautorin
- Klee, Marie-Elisabeth (1922–2018), deutsche Politikerin (CDU), MdB
- Klee, Paul (1879–1940), deutscher MalerPaul Klee (1879–1940)

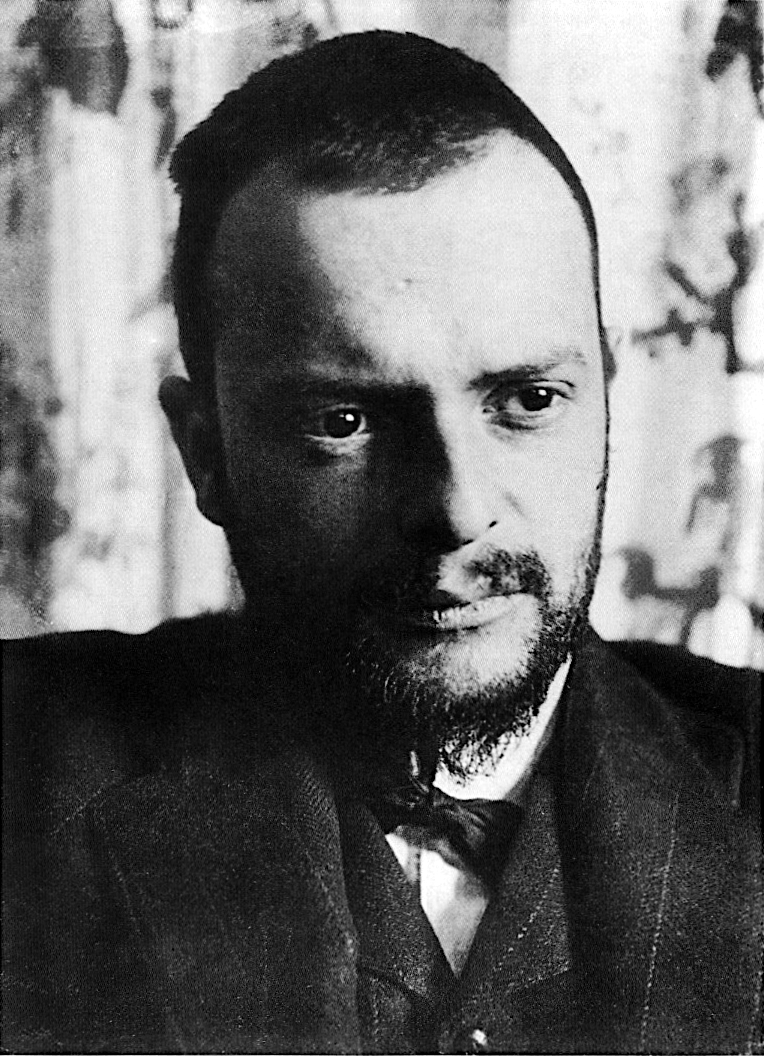
Paul Klee (1879–1940)

- Klee, Reinhold (* 1947), deutscher Fußballspieler und -funktionär
- Klee, Sophia (* 2003), deutsche Tischtennisspielerin
- Klee, Stefan (* 1971), deutscher Politiker (SPD), MdL
- Klee, Stefanie (* 1982), deutsche Politikerin (CDU), MdL
- Klee, Stephanie (* 1963), deutsche Sexarbeiterin und Prostitutions-Aktivistin
- Klee, Suzanne (* 1945), Schweizer Country- und Popsängerin
- Klee, Vera (* 1964), deutsche Schriftstellerin
- Klee, Victor (1925–2007), US-amerikanischer Mathematiker
- Klee-Helmdach, Josefine (1903–1994), deutsche Rundfunkredakteurin, Regisseurin, Theater- und Fernsehschauspielerin und Sprecherin
- Klee-Palyi, Flora (1893–1961), deutsch-ungarische Holzschneiderin, Illustratorin, Übersetzerin und Herausgeberin französischer Dichtung
- Klee-Rawidowicz, Esther Eugenie (1900–1980), deutsche Biologin

### Kleeb
- Kleeb, Andreas (* 1962), Schweizer Unternehmer, Viehhändler und Politiker
- Kleeb, Helen (1907–2003), US-amerikanische Schauspielerin
- Kleeb, Hildegard (* 1957), Schweizer Pianistin
- Kleeb, Milt (1919–2015), US-amerikanischer Jazzmusiker (Baritonsaxophon, Bassklarinette), Arrangeur und Komponist
- Kleeb, Ueli (* 1964), Schweizer Gestalter, Szenograf und Künstler
- Kleeb-Häfliger, Sales (1930–2025), Schweizer Komponist, Musikpädagoge, Dirigent und Kulturvermittler
- Kleebank, Helmut (* 1964), deutscher Politiker (SPD)Helmut Kleebank (* 1964)

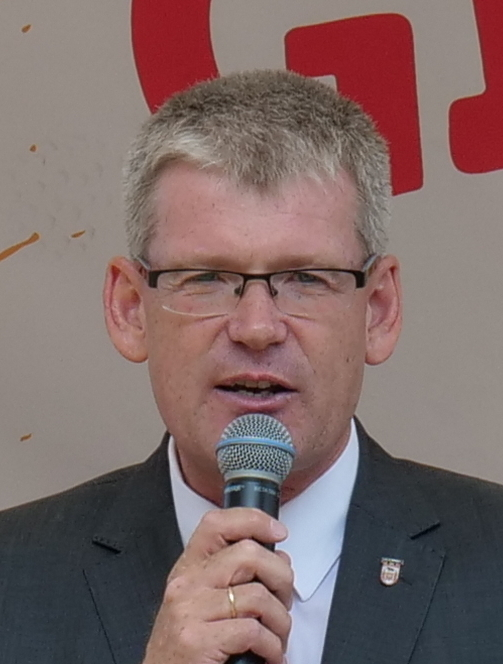
Helmut Kleebank (* 1964)

- Kleebaum, Reinhold (* 1959), deutscher Radrennfahrer
- Kleeberg, Alfred (1887–1957), deutscher Schulleiter und Schulreformer
- Kleeberg, Bernhard (* 1971), deutscher Wissenschaftshistoriker
- Kleeberg, Clotilde (1866–1909), französische Pianistin
- Kleeberg, Franciszek (1888–1941), polnischer General
- Kleeberg, Jannis (* 2002), deutscher Fußballspieler
- Kleeberg, Julius (1894–1988), deutsch-israelischer Pathologe, Hochschullehrer in Jerusalem
- Kleeberg, Kolja (* 1964), deutscher Fernsehkoch
- Kleeberg, Lis (1916–2019), deutsche Schriftstellerin
- Kleeberg, Ludwig (1890–1964), deutscher Dermatologe
- Kleeberg, Michael (* 1959), deutscher Schriftsteller und literarischer ÜbersetzerMichael Kleeberg (* 1959)

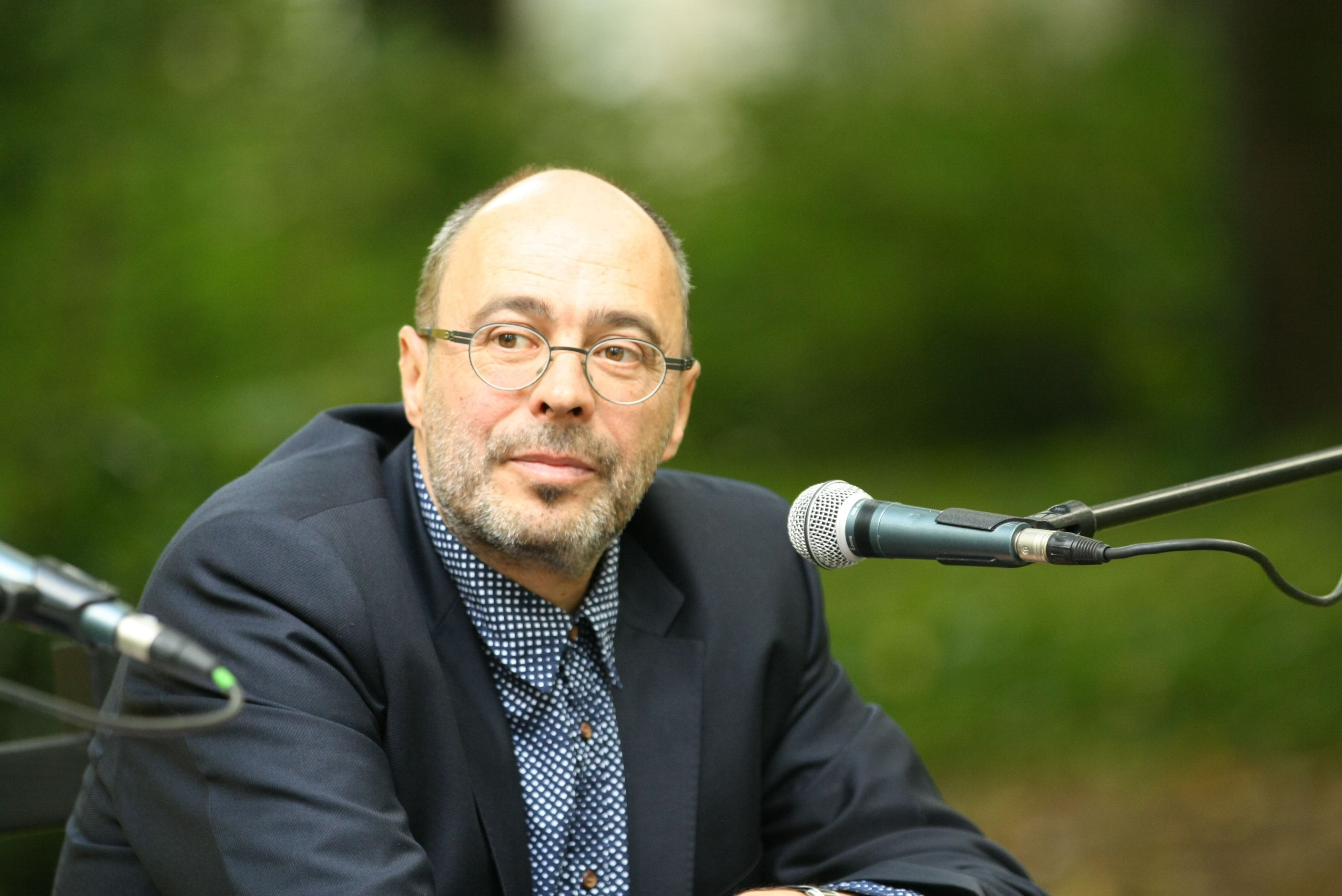
Michael Kleeberg (* 1959)

- Kleeberg, Minna (1841–1878), deutsche Dichterin
- Kleeberg, Sophie (* 1990), deutsche Kugelstoßerin
- Kleeberg, Wilhelm (1890–1970), deutscher Publizist und Heimatforscher, plattdeutscher Dichter und Redakteur
- Kleeberg-Niepage, Andrea, deutsche Psychologin
- Kleeberger, Johann (1486–1546), deutscher Kaufmann und Unternehmer

### Kleef
- Kleef, Bastiaan Abraham van (1889–1965), alt-katholischer Geistlicher, Professor, Präsident des Seminars
- Kleef, Gerhardus Anselmus van (1922–1995), alt-katholischer Bischof von Haarlem
- Kleefeld, Georg (1522–1576), Bürgermeister von Danzig
- Kleefeld, Isabel (* 1966), deutsche Regisseurin und DrehbuchautorinIsabel Kleefeld (* 1966)

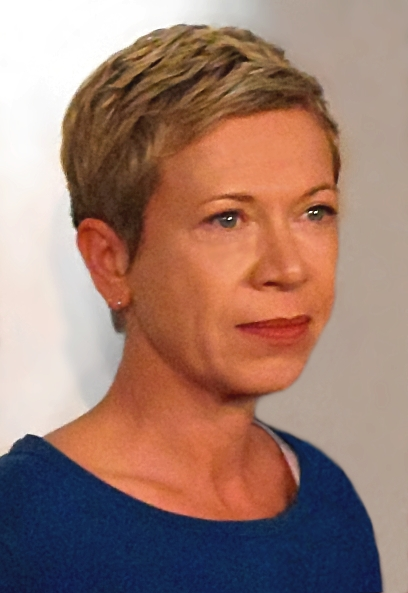
Isabel Kleefeld (* 1966)

- Kleefeld, Johann Gottfried (1763–1845), Regierungs- und Medizinalrat in Danzig
- Kleefeld, Kurt von (1881–1934), letzte Person, die in Deutschland einen Adelstitel erhielt
- Kleefeld, Patrick (* 1987), deutscher Handballspieler
- Kleefeld, Traudl (1936–2024), deutsche evangelische Neuphilologin, Historikerin, Autorin und ehrenamtliche Mitarbeiterin
- Kleefeld, Wilhelm (1868–1933), deutscher Musikschriftsteller
- Kleeff, Jörg (* 1969), deutscher Viszeralchirurg und Hochschullehrer in Halle
- Kleefisch, Johannes Baptist (1862–1932), deutscher Architekt und Baubeamter
- Kleefisch, Josef (1861–1931), deutscher Goldschmied
- Kleefisch, Maria (* 1984), deutsche Volleyball- und Beachvolleyballspielerin
- Kleefisch, Rebecca (* 1975), US-amerikanische Politikerin
- Kleefisch, Toni (1888–1975), deutscher Architekt
- Kleefoot, Paul (1870–1938), deutscher Politiker (SPD)

### Kleeh
- Kleehaas, Theodor (1854–1929), deutscher Porträt- und Genremaler

### Kleem
- Kleemaier, Albert (1928–1992), deutscher Bergsteiger und Kletterer
- Kleeman, Alexandra (* 1986), US-amerikanische Schriftstellerin
- Kleeman, Werner (1919–2018), deutschamerikanischer Autor und Opfer des Nationalsozialismus
- Kleemann, Adolf (1904–1989), deutscher Maler und Graphiker
- Kleemann, Axel (* 1940), deutscher Chemiker
- Kleemann, Calvin (* 1993), deutscher Buchautor, Lyriker, Performancekünstler und Veranstalter
- Kleemann, Carl (1856–1902), deutscher Architekt und Bauunternehmer
- Kleemann, Christoph (1944–2015), deutscher evangelischer Theologe und Oberbürgermeister von Rostock
- Kleemann, Dora (1926–2017), deutsche Email-Künstlerin, Schmuckgestalterin und Textilgestalterin
- Kleemann, Ferdinand (1798–1856), deutscher Rittergutsbesitzer und Politiker
- Kleemann, Ferdinand (1829–1895), deutscher Unternehmer und Erfinder
- Kleemann, Friedrich (* 1827), preußischer Landrat des Kreises Heinsberg
- Kleemann, Fritz (1901–1975), deutscher Motoren- und Motorradfabrikant
- Kleemann, Georg (1863–1932), deutscher Schmuckdesigner des Jugendstils
- Kleemann, Georg (1920–1992), deutscher Redakteur und Wissenschaftsjournalist sowie Sach- und Jugendbuchautor
- Kleemann, Hans (1883–1958), deutscher Musikwissenschaftler, Musikkritiker und Komponist
- Kleemann, Heinrich (1918–2010), deutscher Politiker (SPD), MdA
- Kleemann, Hermann (1915–1977), deutscher SS-Oberscharführer im KZ Auschwitz
- Kleemann, Hubert (1925–2016), deutscher Metallgestalter und Email-Künstler
- Kleemann, Jessie (* 1959), grönländische Künstlerin und Dichterin
- Kleemann, Johann August Friedrich (1754–1824), preußischer Bergrat, Oberbergamts- und Amtsrichter in Rothenburg an der Saale
- Kleemann, Johann Carl Friedrich (1761–1832), anhalt-bernburgischer Rat
- Kleemann, Johann Ernst Gottfried (1759–1805), Pächter der Domäne Ebeleben in Schwarzburg-Sondershausen und Kommissionsrat
- Kleemann, Johann Friedrich (1729–1788), Oberamtmann auf der Domäne Walkenried
- Kleemann, Jörg (* 1962), deutscher Archäologe
- Kleemann, Jørgen (1923–2023), grönländischer Musiker
- Kleemann, Juliane (* 1970), deutsche Politikerin (SPD), MdL
- Kleemann, Karl (1904–1969), deutscher Politiker (NSDAP), MdR
- Kleemann, Knud (* 1975), grönländischer Politiker (Atassut)
- Kleemann, Markus (* 1984), deutscher Politiker (CDU)Markus Kleemann (* 1984)

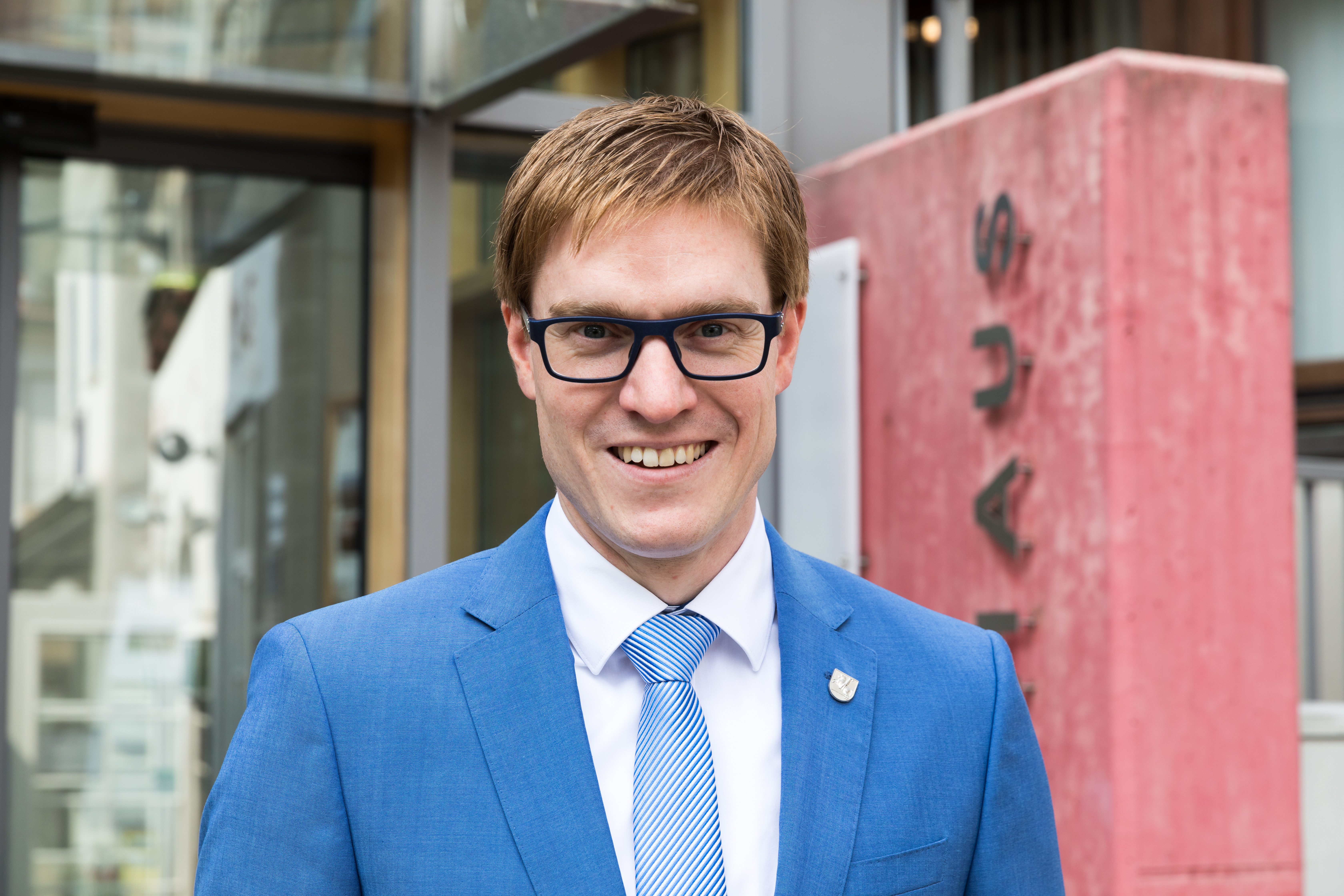
Markus Kleemann (* 1984)

- Kleemann, Nico (* 2002), deutscher Kinderdarsteller
- Kleemann, Otto (1822–1902), bayerischer Generalmajor
- Kleemann, Rasmus (* 1902), grönländischer Landesrat
- Kleemann, Rudolf (1931–2015), deutscher Maler
- Kleemann, Silke (* 1976), deutsche literarische Übersetzerin und Autorin
- Kleemann, Sonja (* 1932), deutsche Malerin, Grafikerin und Illustratorin
- Kleemann, Therese Marie (1820–1852), österreichische Theaterschauspielerin
- Kleemann, Thomas (* 1954), deutscher Maler
- Kleemann, Ulrich (1892–1963), deutscher General der Panzertruppe im Zweiten Weltkrieg
- Kleemann, Ulrich (* 1955), deutscher Politiker (Bündnis 90/Die Grünen) und Geologe
- Kleemann, Walter (1893–1974), deutscher Politiker (SPD), Mitglied der Stadtverordnetenversammlung von Groß-Berlin
- Kleemann, Walther († 1929), deutscher Verwaltungsbeamter
- Kleemann, Walther (1875–1923), preußischer Verwaltungsjurist und Landrat
- Kleemann, Wilhelm (1795–1881), deutscher Domänenpächter und Politiker
- Kleemann, Wilhelm (1869–1969), deutscher Bankmanager
- Kleemann, Wilhelm (1885–1956), deutscher Pädagoge und Politiker (SPD), MdBB
- Kleemeier, Marielle (* 1996), estnische Leichtathletin
- Kleemichen, Fredrick (* 1986), deutscher Basketballspieler
- Kleemola, Kauno (1906–1965), finnischer Politiker, Mitglied des Reichstags

### Kleen
- Kleen, Alma (* 1989), deutsche Jugendverbandsfunktionärin
- Kleen, Fredrik Herman Rikard (1841–1923), schwedischer Jurist, Diplomat und Autor
- Kleen, Frithjof (* 1983), deutscher Segler
- Kleen, Heike (* 1975), deutsche Journalistin, Fernseh- und Buchautorin
- Kleen, Hermann (* 1956), deutscher Politiker (SPD), MdBB
- Kleen, Martin (* 1965), deutscher Schriftsteller
- Kleen, Rudolf (* 1954), deutscher Basketballnationalspieler
- Kleen, Tebbe Harms (1932–2016), deutscher Schauspieler, Theaterregisseur, Dramaturg und Theaterintendant
- Kleen, Tyra (1874–1951), schwedische Künstlerin und Schriftstellerin
- Kleen, Werner (1907–1991), deutscher Hochfrequenztechniker
- Kleene, Stephen Cole (1909–1994), US-amerikanischer Mathematiker und Logiker

### Kleer
- Kleer, Hans (* 1969), österreichischer Fußballspieler
- Kleer, Johan de, niederländisch-kanadischer Informatiker
- Kleer, Jürgen (* 1956), deutscher Ringer
- Kleermaker, Martijn (* 1991), niederländischer Dartspieler
- Kleerup (* 1979), schwedischer Popmusiker und Produzent

### Klees
- Klees, Christian (* 1968), deutscher Sportschütze
- Klees, Hans (1930–2007), deutscher Althistoriker
- Klees, Thomas (* 1966), deutscher Schauspieler und Autor
- Klees, Wilhelm (1841–1922), deutscher Politiker (SPD), MdR, Pionier der Arbeiterbewegung
- Kleesatel, Remigius (1717–1783), deutscher Benediktinermönch, Schriftsteller und Komponist
- Kleesattel, Josef (1852–1926), deutscher ArchitektJosef Kleesattel (1852–1926)

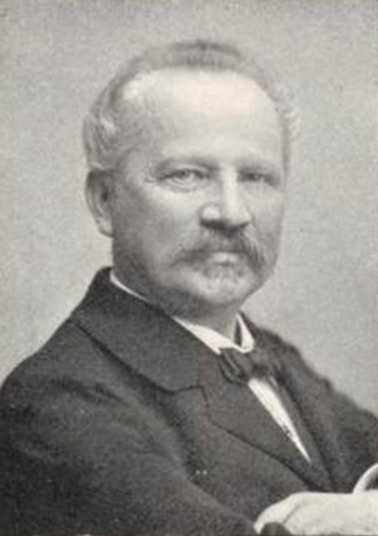
Josef Kleesattel (1852–1926)

- Kleesattel, Remigius (1717–1783), deutscher Benediktiner, Theologe, Archivar, Historiker, Komponist und Dichter
- Kleeschätzky, Peter (* 1970), deutscher Fußballspieler